# Kościół Wniebowzięcia Najświętszej Maryi Panny w Trzebczu Szlacheckim
Kościół Wniebowzięcia Najświętszej Maryi Panny w Trzebczu Szlacheckim – rzymskokatolicki kościół parafialny należący do parafii pod tym samym wezwaniem (dekanat Unisław diecezji toruńskiej).
Jest to świątynia wzniesiona na początku XIV wieku w stylu gotyckim. Budowla jest kamienno-ceglana, jednonawowa, charakteryzuje się prosto zamkniętym, starszym od nawy prezbiterium. Na początku XIX wieku wieża kościelna została nadbudowana w drewnie. Najstarszymi zabytkami w kościele są: granitowa kropielnica z okresu budowy, ołtarz główny, wykonany na początku XVIII wieku, ozdobiony obrazem Matki Boskiej z Dzieciątkiem z 1571 roku.